# L'antídot
"L'antídot" (títol original en anglès "The Chaser") és el trenta-unè episodi de la sèrie de televisió d'antologia La Dimensió Desconeguda, Es va emetre originalment el 13 de maig de 1960 a CBS. Ha estat doblat al català i emès per TV3.

## Narració d'obertura
| « | Sr. Roger Shackelforth. Edat: juvenils vint anys. Ocupació: estar enamorat. No només enamorat, sinó boig, apassionadament, il·lògicament, miserablement, enamorat de tot, d'una jove anomenada Leila, que té un vague record de la seva cara i encara menys que un interès passatger. En un moment, veureu un canvi, perquè el senyor Roger Shackelforth, el jove cavaller tan enamorat, farà un viatge curt, però molt significatiu, a la Dimensió Desconeguda. | » |

## Argument
Roger Shackleforth està desesperadament enamorat de Leila, una dona distant que rebutja els seus afectes. Un desconegut li lliura la targeta de visita d'un vell professor anomenat "A. Daemon", que pot ajudar amb qualsevol problema. En Roger visita en Daemon, que després d'una certa resistència i suggeriments que en Roger se'n penedirà, li ven una poció d'amor per 1 $. Roger l'administra en una copa de xampany; La Leila s'enamora bojament d'ell i es casa amb ell, però aviat el seu amor es torna sufocant.
Roger torna al professor per comprar verí per 1.000 dòlars, tots els estalvis d'en Roger. Daemon adverteix en Roger que el "netejador de guants" és inodor, insípid i completament indetectable, però s'ha d'utilitzar immediatament i completament, o l'usuari perdrà els nervis i mai més tindrà el coratge de provar-ho. Després de marxar en Roger, el professor reflexiona: "Primer, lestimulant'... i després l 'antídot'".
Quan arriba a casa, en Roger prepara una copa de xampany amb la nova poció. Just quan està a punt de donar-li la seva beguda enverinada a la Leila, ella revela —ensenyant-li uns botins de nadó que està teixint— que està embarassada; En Roger està sorprès i deixa caure les dues ulleres. Diu que no podria haver-hi aguantat de totes maneres, i després es desmaia.
A la terrassa d'en Roger i la Leila, el Daemon es relaxa amb un cigar, i després d'inspirar un anell de fum que es converteix en un cor, desapareix.

## Narració de cloenda
| « | Sr. Roger Shackelforth, que ha descobert en aquesta data tardana que l'amor pot ser tan enganxós com una tina de melassa, tan desagradable com un tros de llevat fet malbé i tan consumit com un foc de sis alarmes en una tenda de bambú i lona. Història del cas d'un noi amant, que mai hauria d'haver entrat a la Dimensió Desconeguda. | » |

## Repartició
- George Grizzard com a Roger Shackleforth
- John McIntire com el professor A. Daemon
- Patricia Barry com a Leila
- J. Pat O'Malley com Homburg
- Marjorie Bennett com a vella
- Barbara Perry com a Dona Rossa